# 何莘耕
何莘耕（？—？），字又伊，号介吾，江西金溪縣人，清朝翰林、官員。

## 生平
光绪二十一年（1895年）乙未科二甲第三十名進士，同年五月，改翰林院庶吉士；光緒二十四年四月，散館，著以知县即用，授湖南溆浦縣知縣。